# 니브흐어
니브흐어(Nivkh) 또는 길랴크어(Gilyak)는 아무르강 유역과 사할린섬 북부에 분포한 니브흐족들이 쓰는 언어이다. 다른 어떠한 언어와도 계통이 확인되지 않은 고립된 언어이다. 현재 약 4,000명의 니브흐족 중 200명 정도만이 모어로 사용하고 있다.

## 계통
니브흐어는 어떤 언어와도 친족관계가 입증되지 않은 고립된 언어이며, 지리적으로는 고시베리아제어의 일종으로 분류된다. 니브흐어의 어휘 중에는 고시베리아 언어들, 퉁구스어족 언어들, 아이누어, 한국어과 유사성을 띈다고 지적된 것이 많다.
한편 일부 연구자들은 다른 실제 언어들과의 친연성을 주장하기도 한다. 마이클 포르테스큐는 북아메리카의 모산(Mosan) 제어와의 연관성을 제시했다. 한편 포르테스큐는 2011년에는 니브흐어가 축치캄차카어족과 친족관계가 있으며 축치-캄차카-아무르어족을 이룬다고 주장했다. 조셉 그린버그는 자신이 제안한 유라시아 제어 가설에 니브흐어를 포함시켰다.
유하 얀후넨 등 몇몇 연구자들은 한국어와 니브흐어의 음운의 연관성을 지적한 바 있으며, 일찍이 김방한은 한국어 기층 어휘의 길랴크어적 요소에 주목한 바 있다. 김방한은 삼국사기의 지명 자료에 근거하여 한국어가 한반도로 남하하기 이전 사용되던 비알타이어 기층 어휘가 있으며, 더 나아가 이것이 길랴크어 또는 길랴크어 유사 고아시아어와 연관되었을 가능성이 있다고 제안하였다. Hudson & Robbeets(2020)는 니브흐어와 유사한 언어가 한때 한반도에 분포하여 한국어의 기층언어가 되었을 것으로 추정했다.

## 역사
니브흐족은 오랫동안(일부 자료에 따르면 수천 년 동안) 사할린섬과 아무르강 유역에 살아왔다. 이들은 17세기 러시아와 접촉하기 전까지는 이웃한 아이누족이나 일본, 중국과 교역했다. 19세기에 니브흐족 인구의 감소가 처음 기록되었는데, 이는 천연두의 유행과 1873년 러시아가 죄수들을 사할린으로 유형시키기 시작한 시점과 일치한다. 당시 니브흐족 중 러시아어를 구사하는 사람은 거의 없었다.
러시아의 공식 인구조사에 따르면 1897년(4,500명)과 2002년(5,200명)에 니브흐족 인구는 비슷하게 보고된다. 그러나 니브흐어의 모어 화자 수는 같은 기간에 100%에서 23.3%로 감소하였다. 현재 니브흐어 모어 화자는 모두 러시아어를 이중으로 구사하며, 대부분 1920~1940년대에 태어난 이들이다. 이 시기에 생계, 식생활, 주거, 교육의 변화로 인해 전통적인 니브흐족의 생활 방식은 점진적으로, 때로는 강제적으로 소련식 생활 방식으로 전환되었다. 이오시프 스탈린이 토착민들의 경제에 집산화 정책을 강제함에 따라 니브흐어 모어 화자 수는 크게 감소하였고, 많은 니브흐인들은 전통적인 생계수단을 포기하고 고용 노동자로 전락하였다. 중앙집권화 과정에서 많은 니브흐족 인구는 널리 분산되어 있던 정착지들로부터 소도시인 노글리키로 강제이주되었다.
2010년대부터 사할린주와 하바롭스크 지방의 여러 학교에서 1~3학년 과정까지 니브흐어를 가르치고 있다. 사할린에서는 월간 신문 "니브흐 디프"(니브흐 언어)가 발행되고 있다.

## 방언
니브흐어는 방언연속체로서 마을, 씨족, 개인 화자에 따라 사용에 상당한 다양성이 나타난다. 방언은 전통적으로 4개의 지리적 클러스터로 세분되는데, 아무르 하류 방언, 북사할린 방언, 동사할린 방언, 남사할린 방언이다. 이들을 별개 언어로 보는 관점에서는 니브흐어족이나 아무르어족(Amuric) 같은 표현이 쓰이기도 한다.
특히 Gruzdeva(1998)는 동사할린과 아무르 하류 방언 간에 상호 이해가 불가능하다고 지적하며, 아무르 하류와 북사할린 방언을 "협의의 니브흐어"(Nivkh proper), 동사할린과 남사할린 방언을 "니그븡어"(Nighvng)라 하여 2개 언어로 구분하고 있다. Fortescue(2016)는 아무르, 동사할린, 서사할린 방언을 별개 언어로 간주한다.

## 문법
교착어 또는 포합어적인 특성을 가지며, 격 체계가 발달했으나 성이나 수의 일치는 없다. 주 어순은 주어-목적어-동사형이다. 단어의 포합이 많으며 대상에 따라 수사가 변화한다. 한편 현대에는 러시아어의 영향을 받아 포합이 극히 드물어지고 복수형을 표시하는 등의 변화를 보인다.

## 음운론

### 자음
|        |        | 순음 | 치경음 | 경구개음 | 연구개음 | 구개수음 | 성문음 |
| ------ | ------ | ---- | ------ | -------- | -------- | -------- | ------ |
| 비음   | 비음   | m    | n      | ɲ        | ŋ        |          |        |
| 파열음 | 무성음 | p    | t      | c        | k        | q        |        |
| 파열음 | 유기음 | pʰ   | tʰ     | cʰ       | kʰ       | qʰ       |        |
| 마찰음 | 무성음 | f    | s      |          | x        | χ        | h      |
| 마찰음 | 유성음 | v    | z      |          | ɣ        | ʁ        |        |
| 접근음 | 중설음 |      |        | j        | w        |          |        |
| 접근음 | 설측음 |      | l      |          |          |          |        |
| 탄음   | 무성음 |      | r̥      |          |          |          |        |
| 탄음   | 유성음 |      | r      |          |          |          |        |

순 마찰음은 약하게 조음되며, 양순음 [ɸ, β]과 순치음 [f, v]. 경구개 파열음은 다소간 마찰을 일으켜 [tʃʰ, tʃ]처럼 조음될 수 있다.
니브흐어에는 단어 조합에 따라 형태소 맨 앞에 오는 파열음이 탄음이나 마찰음으로 바뀌는 자음 약화 현상이 있다.

### 모음
|        | 전설 모음 | 후설 모음 | 후설 모음 |
| 비원순 | 전설 모음 | 원순      |           |
| ------ | --------- | --------- | --------- |
| 고모음 | ɪ         |           | u         |
| 중모음 | ɪe        | ɤ         | o         |
| 저모음 | æ         |           |           |

### 강세
어느 음절에나 강세가 올 수 있지만 주로 첫 번째 음절에 둔다. 지역적 차이가 있으며 강세 차이에 따라 의미가 달라지는 최소 대립쌍은 극히 드물다.

## 문자
니브흐어는 키릴 문자를 사용하여 표기되고 있다. 러시아어 차용어에는 다른 키릴 문자가 쓰일 수 있다.
| А а       | Б б         | В в           | Г г | Ӷ ӷ       | Ғ ғ      | Ӻ ӻ       |
| /a/       | /b/         | /v/           | /ɡ/ | /ɢ/       | /ɣ/      | /ʁ/       |
| Д д       | Е е         | Ё ё           | З з | И и       | Й й      | К к       |
| /d/, /d͜ʒ/ | /(j)e/      | /(j)o/        | /z/ | /i/       | /j/      | /k/       |
| Кʼ кʼ     | Қ қ (Ӄ ӄ)   | Қʼ қʼ (Ӄʼ ӄʼ) | Л л | М м       | Н н      | Ң ң (Ӈ ӈ) |
| /kʰ/      | /q/         | /qʰ/          | /l/ | /m/       | /n/, /ɲ/ | /ŋ/       |
| О о       | П п         | Пʼ пʼ         | Р р | Р̆ р̆ (Р̌ р̌) | С с      | Т т       |
| /o/       | /p/         | /pʰ/          | /r/ | /r̥/ ~ /ʃ/ | /s/      | /t/, /t͜ʃ/ |
| Тʼ тʼ     | У у         | Ф ф           | Х х | Ҳ ҳ (Ӽ ӽ) | Ӿ ӿ      | Чʼ чʼ     |
| /tʰ/      | /u/, /w/    | /f/           | /x/ | /χ/       | /h/      | /t͜ʃʰ/     |
| Ъ ъ       | ь           | Ы ы           | Э э | Ю ю       | Я я      |           |
| (d, n, t) | (d͜ʒ, ɲ, t͜ʃ) | /ə/           | /e/ | /(j)u/    | /(j)a/   |           |